# 吳聞天
吳聞天（1904年—1947年11月10日）字鹤年，江苏省吴县（今苏州）人，中华民国政治人物。

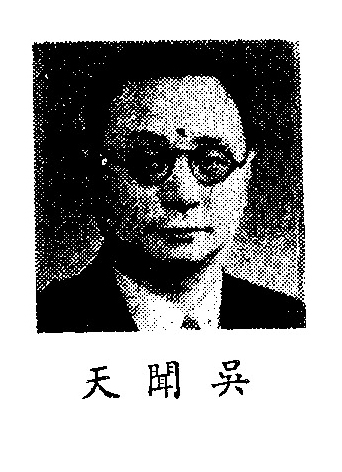
出席制憲國民大會的吳聞天

## 生平
1928年，赴美国哥伦比亚大学经济系学习，获硕士学位。1935年回国，任国民政府实业部秘书。抗日战争爆发时，督运经济档案赴重庆，后来被委任为平价配给主任。1942年，任国民政府经济部秘书。抗日战争胜利后，奉派接收工商物资。1946年当选制宪国民大会代表。1947年3月1日，出任国民政府立法院第四届立法委员。
1947年11月10日，吴闻天在苏州病逝。